# Пери Хајтс (Охајо)
Пери Хајтс (енгл. Perry Heights) насељено је место без административног статуса у америчкој савезној држави Охајо.

## Демографија
По попису из 2010. године број становника је 8.441, што је 459 (-5,2%) становника мање него 2000. године.
| Група             | 2000.         | 2010.         |
| Белци             | 8.392 (94,3%) | 7.802 (92,4%) |
| Афроамериканци    | 247 (2,8%)    | 246 (2,9%)    |
| Азијати           | 21 (0,2%)     | 43 (0,5%)     |
| Хиспаноамериканци | 128 (1,4%)    | 184 (2,2%)    |
| Укупно            | 8.900         | 8.441         |